# Onycodes flagrantaria
Onycodes flagrantaria är en fjärilsart som beskrevs av Walker 1862. Onycodes flagrantaria ingår i släktet Onycodes och familjen mätare. Inga underarter finns listade i Catalogue of Life.